# Distrikt San Antonio (San Martín)
Der Distrikt San Antonio liegt in der Provinz San Martín in der Region San Martín in Nordzentral-Peru. Der Distrikt wurde am 31. Oktober 1932 gegründet. Er besitzt eine Fläche von 78,3 km². Beim Zensus 2017 wurden 1686 Einwohner ermittelt. Im Jahr 1993 betrug die Einwohnerzahl 1560, im Jahr 2007 1460. Sitz der Distriktverwaltung ist die 496 m hoch gelegene Ortschaft San Antonio de Cumbaza mit 944 Einwohnern (Stand 2017). San Antonio de Cumbaza befindet sich 10 km nordwestlich der Provinzhauptstadt Tarapoto.

## Geographische Lage
Der Distrikt San Antonio befindet sich in den östlichen Voranden im Nordwesten der Provinz San Martín. Der Río Cumbaza durchquert den Distrikt in südöstlicher Richtung. Der Nordosten des Distrikts liegt zu großen Teilen im regionalen Schutzgebiet Cordillera Escalera.
Der Distrikt San Antonio grenzt im Südwesten an den Distrikt Cacatachi, im Nordwesten an den Distrikt San Roque de Cumbaza (Provinz Lamas), im Nordosten an den Distrikt Caynarachi (ebenfalls in der Provinz Lamas), im Südosten an den Distrikt La Banda de Shilcayo sowie im Süden an die Distrikte Tarapoto und Morales.

## Ortschaften
Neben dem Hauptort gibt es folgende größere Ortschaften im Distrikt:
- San Pedro de Cumbaza (529 Einwohner)